# Aloe purpurea
Aloe purpurea é uma espécie de liliopsida do gênero Aloe, pertencente à família Asphodelaceae.